# Bernard Struber
Félix Bernard Struber (* 1950 in Strasbourg) ist ein französischer Jazzmusiker (Gitarre, auch Piano, Komposition und Arrangement) und Organist. 

## Leben und Wirken
Struber, Sohn eines Straßenbahnfahrers, begann neunjährig mit Klavierunterricht. Im Alter von 13 Jahren kam er mit dem Jazz in Berührung; er begann als Pianist in einer Band des New Orleans Jazz. Gleichzeitig spielte er auf der Gitarre Rock ’n’ Roll und bei Gottesdiensten die Orgel. Mit 16 Jahren begann er ein Orgelstudium am Regionalkonservorium in Strasbourg, zu dessen Abschluss er den Ersten Preis des Konservatoriums und danach einen regionalen Musikpreis von einer Jury erhielt, der Marie-Claire Alain, Xavier Darasse, Jean Langlais und Jean-Sébastien Béreau angehörten. Als Gitarrist kam er durch Michel Hausser mit dem Bebop in Berührung; bald spielte er mit Musikern wie Joe Morello, Benny Bailey, Sonny Grey und Alain Jean-Marie. 
Struber arbeitete zunächst als Arrangeur in den Pariser Aufnahmestudios, wo er an etwa 40 Platten beteiligt war. 1979 kam er als Hochschullehrer ins Konservatorium seiner Geburtsstadt zurück, wo er die Jazz-Klasse am CNR in Strasbourg gründete. In der Folge verfasste er ein Lehrbuch Musique en jeu(x), das 2004 bei Éditions Lemoine veröffentlicht wurde.
1987 schlossen sich in Strasburg 15 Musiker zum Orchestre Régional de Jazz d’Alsace zusammen, das unter Strubers Leitung zwei Alben einspielte; 1997 gründete er sein zehnköpfiges Bernard Struber Jazztett, das auf diesen Stamm von Musikern zurückgriff. Rasch machte sich sein Ensemble einen Namen mit einem Repertoire, das sich aus unterschiedlichen Musiktraditionen speist und höchst eigenwillig und frei interpretiert wird. Dem Orchester gehörten u. a. Jean-Marc Foltz (Klarinette), Benjamin Moussay und Stéphan Oliva (Piano), Bruno Chevillon bzw. Jérémy Lirola (Bass) und François Merville (Schlagzeug) an. Für das Label enja hat das Jazztett gemeinsam mit Louis Sclavis das Album Le Phare (1998) eingespielt. Für das Album Les Arômes de la mémoire kam auch Jean-Luc Cappozzo als Gast hinzu. Zuletzt erschien 2007 ein Album mit der Musik von Frank Zappa.
2004 erhielt Struber einen Django d’Or in der Kategorie „Komposition“ und den Grand Prix der SACEM.